# Laricobius laticollis
Laricobius laticollis är en skalbaggsart som beskrevs av Henry Clinton Fall 1916. Laricobius laticollis ingår i släktet Laricobius och familjen barrlusbaggar. Inga underarter finns listade i Catalogue of Life.